# Grenouille.com
grenouille.com est un site internet qui publiait sous copyleft la « météo du net », un observatoire en temps réel des performances des différentes offres d'accès à l'Internet haut débit en France.
grenouille.com est une association à but non lucratif qui édite les logiciels libres, clients de la plateforme grenouille.com, qui permettent de faire les tests.
La partie serveur a été ouverte le 21 novembre 2007 sous licence AGPL 3. L'intégralité des logiciels est maintenant sous des licences libres de type copyleft.
Le site annonce sa fermeture définitive le 20 juin 2017 après 17 ans d'activité.

## Principe
La finalité de grenouille.com est de fournir au public un outil statistique permettant de suivre dans le temps et comparer les performances réelles des fournisseurs d'accès internet (FAI) haut débit en France. Le principe des mesures est le suivant : les abonnés eux-mêmes, sur la base du volontariat, laissent fonctionner un logiciel client sur leur ordinateur, lequel réalise automatiquement des mesures de performance de la connexion (environ une fois par heure) ; ces données sont transmises à un serveur central, mises en forme et publiées sous la forme de représentation graphique en temps quasi-réel, consultables par testeur, par zone géographique, ou par fournisseur d'accès.
Il est à noter que le site grenouille.com est totalement dénué de publicité en ligne et fonctionne intégralement sur la base du volontariat (pour la maintenance, l'administration et la gestion du site) et de la donation (serveurs et bande passante) de la part de différents hébergeurs.
grenouille.com propose également, au-delà de la météo du net, une rubrique intitulée quoi de neuf ? consacrée à l'actualité du haut débit et aux annonces d'associations et groupements d'utilisateurs, ainsi que des forums de discussion consacrés aux différents FAI et un canal IRC public : irc://irc.grenouille.com:6667 canal #grenouille.

## Fonctionnement
Le principe de fonctionnement du système de mesure est le suivant :
- téléchargement depuis le poste de l'abonné d'un fichier témoin d'une taille appropriée depuis un serveur FTP (cf. également Critiques) ;
- collecte du résultat et envoi au serveur grenouille.com ;
- calcul des moyennes par le serveur et mise à jour automatique des graphes.

Le processus de téléchargement et d'envoi du résultat au serveur se répète automatiquement et en tâche de fond à intervalle régulier (avec un delta aléatoire de façon à éviter que tous les clients téléchargent le même fichier au même moment) via un logiciel client spécialement développé (différentes versions sont disponibles pour Windows, Mac OS et Linux). Un principe de base est la transparence pour l'utilisateur, le logiciel étant destiné à une utilisation statistique et sur le long terme plutôt qu'à des tests ponctuels.
En plus de la mesure du download (réception de données), le logiciel client peut mesurer le téléversement (émission de données), le ping (temps de latence) et la perte de paquets (taux de perte de paquets). Un système de gestion des pannes permet de différer l'envoi des résultats en cas de coupure du réseau ou de panne grave, et donc de faire apparaître a posteriori ces dysfonctionnements sur les graphes.
Le logiciel client et le serveur intègrent par ailleurs un mécanisme d'invalidation afin d'éviter que les valeurs renvoyées ne soient faussées par l'utilisation de tout ou partie de la bande passante de l'utilisateur au moment du test.

## Historique
Le projet grenouille.com trouve ses origines au printemps 1999 lorsque naît le Collectif des Câblés Wanadoo (CCW), regroupement de plusieurs associations d'utilisateurs de Câble Wanadoo, alors l'un des premiers FAI haut débit par le câble (rebaptisé par la suite Modulonet, puis Numericable, dans le cadre du rachat par UPC-Noos des principaux câblo-opérateurs français). Devant les problèmes à répétition des abonnés confrontés aux performances aléatoires de ce qui est encore une technologie mal maitrisée, tant techniquement qu'en termes de communication grand public, le CCW imagine un outil logiciel permettant de mesurer débits et ping en temps réel et le diffuse librement aux abonnés Câble Wanadoo volontaires à partir de novembre 1999.
Le projet grenouille.com voit le jour l'année suivante, alors que l'accès à l'internet haut débit par l'ADSL se répand rapidement en France, et se propose de transposer à l'ensemble des fournisseurs d'accès haut débit le principe d'un logiciel client mesurant les performances depuis la connexion de l'abonné et d'un serveur unique recueillant et publiant les résultats, permettant notamment des comparaisons chiffrées. Le site www.grenouille.com est lancé en novembre 2000, ainsi que des listes de diffusion permettant aux testeurs d'un même FAI de communiquer entre eux. Ce système de mailing-list sera remplacé en 2003 par des forums de discussion basés sur une interface web.
Fin 2006, grenouille.com comptait environ 280 000 membres inscrits, dont un peu plus de 50 000 testeurs actifs et 25 000 visiteurs uniques par jour.
Le 20 juin 2017, le site annonce : « Le 20 juin 2017, grenouille.com a définitivement cessé son activité ».

## Logiciels clients
De nombreux logiciels clients ont été développés par des utilisateurs, ces logiciels sont téléchargeables sur le site web Grenouille.com une fois l'inscription de l'utilisateur faite :
- Camlgrenouille : logiciel client sans GUI pour Linux, Mac OS et BSD, programmé en langage Caml.
- PyGrenouille : logiciel client multiplateforme (FreeBSD, Linux et Windows), programmé en langage Python et bénéficiant d'une interface graphique.
- vbGrenouille : logiciel client pour Windows uniquement, programmé en VB.NET 2005 pour Microsoft Framework 2.0 et supérieur. Ce client sous forme de service permet d'effectuer les mesures même si personne n'utilise l'ordinateur. Ce client est idéal sur les serveurs informatiques, car sur ceux-ci personne n'est généralement connecté à l'interface graphique.
- Plgrenouille : logiciel client programmé en langage Perl, et dont le développement est actuellement (2014) suspendu.

## Critiques
Une critique récurrente adressée à grenouille.com concerne la fiabilité des mesures de débits, celles-ci étant, de par leur principe, dépendantes des serveurs et du protocole de test utilisé. Les mesures de débit sont effectuées actuellement par le téléchargement d'un fichier de plusieurs mégaoctets issu de serveurs dédiés, en utilisant le protocole FTP, et ne sont donc pas systématiquement équivalentes aux débit observés en utilisant d'autres protocoles tels que l'HTTP.
Une autre critique récurrente est le protocole de test utilisé. Ce protocole a été mis au point au début des années 2000 durant lesquelles la norme de connexion entre l'ordinateur et le modem connecté à Internet était un câble de type USB ou ethernet. Depuis la généralisation des modems de dernière génération (box dites triple play), des routeurs familiaux et des connexions sans fil (Wi-Fi), les tests ne sont plus totalement représentatifs de la réalité des connexions testées (c'est-à-dire entre le modem/box et l'Internet).
Par ailleurs, le mécanisme d'invalidation des mesures lorsque la connexion est utilisée n'étant par définition pas fiable à 100 %, et la qualité de la connexion étant par nature dépendante de l'installation finale du client, les chiffres publiés sur le site grenouille.com doivent être analysés comme des chiffres bruts à pondérer le cas échéant.
On notera enfin que grenouille.com n'analyse la connexion que sur une base technique et ne permet pas de comparer d'autres données telles que la qualité de service du prestataire, le nombre de services fournis, ou la fiabilité des parties télévision et téléphonie des offres triple play.